# Maakii
Maakii (マーキー) nascida como Onaga Maki (翁長麻紀) (23 de agosto de 1987, Okinawa, Japão), também conhecida como Maki,  é ex-vocalista da banda High and Mighty Color, é casada com Masato Nakamura e tem 1 filho.
Maakii tem um irmão mais velho que a introduziu no mundo da música e Animê, ela era a única da banda High and Mighty Color a conhecer o idioma Inglês e ter domínio sobre ele.
Seu conhecimento do Inglês, deve-se de uma viagem que fez onde estudou no Canadá por um ano.
Uma famosa gravadora, observou os talentos de Maaki e da banda Anti-Nobunaga, dizendo-os que sós não conseguiriam grande coisa mas unidos poderiam ser um sucesso, a princípio Maaki recusou a oferta, mas Yuusuke conseguiu convence-la a juntar-se a banda.